# Le Pistonné
Pour plus de détails, voir Fiche technique et Distribution.
Le Pistonné est un film français, réalisé par Claude Berri, sorti en 1970. Le long-métrage fait partie d'un cycle autobiographique comprenant Le Vieil Homme et l'Enfant à l'affiche en 1967 puis Mazel Tov ou le Mariage, sorti en 1968. Récit autobiographique, le film met en scène un jeune appelé à la fin des années 1950. Claude Berri utilise l'humour pour critiquer l'armée française, selon un scénario antimilitariste et pacifiste, le film ayant été tourné peu après les événements de 1968. Aux côtés de Guy Bedos, lequel interprète le personnage principal, on note l'apparition de Coluche dans un second rôle.

## Synopsis
Pour ce film autobiographique, Claude Berri puise dans ses souvenirs de jeune appelé de la classe de janvier 1955 dont le service militaire peut durer jusqu'à deux années.
Le jeune homme de 21 ans est majeur et en âge de faire son service militaire. Claude Langmann, patronyme officiel de Claude Berri, pense profiter d'un « piston », un passe-droit devant lui permettre de rester à Paris durant toutes ses obligations militaires. Fils d’artisans casquettiers juifs et habitué à une vie douillette déchante vite car il est transféré à Provins à une centaine de kilomètres de la capitale et doit affronter les servitudes de la vie de caserne. Comble de l'infortune, Claude est ensuite envoyé au Maroc où il découvre la barbarie d’une guerre coloniale et notamment l'antisémitisme de ses officiers... Présenté comme un journal de bord, un commentaire souligne les événements plus ou moins important du jeune homme.

## Production et mise en scène
Le grand studio Columbia Picture France finance la production avec un budget important mais dont la direction refuse que Coluche découvert par Claude Berri au café-théâtre Le Café de la Gare quelques mois auparavant aux côtés de Patrick Dewaere, Miou-Miou et Romain Bouteille, incarne le premier rôle, pourtant souhaité par l'auteur-réalisateur. Guy Bedos à cette période est beaucoup plus célèbre, notamment suite aux succès de films comme Dragées au poivre (1963) Les Copains (1965) ou ses nombreuses apparitions à la télévision en duo humoristique avec sa compagne, l'actrice Sophie Daumier.
Sept ans après la fin du conflit, le scénario évoque les événements du Maroc concomittants avec ceux de la Guerre d'Algérie, avant que d'autres réalisateurs traitent directement du sujet, par un traitement plus réaliste et dramatique, comme pour les films Avoir 20 ans dans les Aurès (1972) de René Vautier ou R.A.S. (1973) d'Yves Boisset.
On note les dialogues et la mise en scène adroite et ironique des personnages du maréchal des logis-chef Ferraci joué par Georges Geret et du lieutenant interprété par Jean-Pierre Marielle ainsi que celle du « pistonneur » commandant influent discrètement homosexuel, le personnage campé par Claude Piéplu. La scène du repas chez les Langmann dans laquelle le commandant catholique est confronté au plat traditionnel juif de la carpe farcie, symbolise un certain choc et l’incompréhension des différentes cultures. Sur le plan militaire au Maroc, le réalisateur n’a pas obtenu le concours de l’armée française, trahi dans le détail des accessoires et véhicules. De même, les exactions et les atrocités de l’armée française évoquées par le présentateur se limitent à quelques scènes d’intervention dans une mechta, tirées d'archives d'actualités de l’époque. L’acte « antisémite » vécu et relaté par Claude Berri pour avoir écrit dans un rapport le mot même d’antisémitisme est sanctionné par un maintien au service à titre disciplinaire, d'une durée supplémentaire de 21 jours, alors que la certains de ses camarades font tout autant de jours de prison que lui. Extrait : « Dans l’armée française, il n’y a pas d’antisémites. Tenez-vous-le pour dit ! ». La scène finale montre le jeune soldat, libéré et rentrant chez lui, qui rencontre, dans la cour, le fils de sa concierge, lui aussi démobilisé, mais lui a perdu une jambe à la guerre et son rire persistant et un peu hystérique laisse supposer qu’il est revenu psychologiquement affecté

## Fiche technique
- Titre : Le Pistonné
- Réalisation, scénario et dialogues : Claude Berri
- Photographie : Alain Derobe
- Musique : Georges Moustaki
- Son : Guy Chichignoud
- Assistants réalisateur : Jérôme Kanapa et Claude Confortès (non crédité)
- Décorateur : Jacques d'Ovidio
- Montage : Sophie Coussein
- Sociétés de production : Renn Productions (Paris) - Columbia Pictures
- Directrice de production : Michelle de Broca
- Distribution : Columbia Pictures
- Genre : Comédie
- Année : 1969
- Pays d'origine :  France
- Durée : 91 min
- Tourné en Eastmancolor et en mono
- Date de sortie : 15 avril 1970
- Affiche : Georges Kerfyser (France)

## Distribution
- Guy Bedos : Claude Langmann
- Yves Robert : le père
- Rosy Varte : la mère
- Nina Demestre : Arlette, la petite sœur
- Georges Géret : le maréchal des logis chef corse Ferracci
- Jean-Pierre Marielle : le lieutenant
- Zorica Lozic : Tania
- Claude Piéplu : le commandant
- Coluche : Marquand
- André Thorent : Le commandant
- Gabrielle Doulcet : la concierge
- Maurice Risch : le sergent Clochon
- Claude Melki : l'appelé juif qui parle allemand
- Gérald Robart : l'ami homosexuel amant du ministre
- Fabien et Jacky Belhassen : les jumeaux appelés

## Autour du film
- Le personnage principal du film interprété par Guy Bedos, a pour patronyme Claude Langmann, le vrai nom du réalisateur Claude Berri.
- Il s'agit du premier rôle important au cinéma pour Coluche après quelques courts-métrages dont ceux notammé réalisés par la troupe du Café de la Gare; il est crédité au générique final comme « Michel Coluche ». On le retrouvera durant les années 1980 dans d'autres films signés Claude Berri, comme Le Maître d'école (1981), Tchao Pantin (1983) puis est sélectionné pour incarner Ugolin dans Jean de Florette (film) et Manon des sources (film, 1986) mais il refusera le rôle joué finalement par Daniel Auteuil.
- Miou-Miou confirme dans un entretien en 2011 sur France 5 que Coluche a tourné des essais pour interpréter le premier rôle, finalement attribué à Guy Bedos[2].